# (204875) 2007 SZ8
(204875) 2007 SZ8 es un asteroide perteneciente al cinturón de asteroides, descubierto el 18 de septiembre de 2007 por el equipo del Spacewatch desde el Observatorio Nacional de Kitt Peak, Arizona, Estados Unidos.

## Designación y nombre
Designado provisionalmente como 2007 SZ8.

## Características orbitales
2007 SZ8 está situado a una distancia media del Sol de 3,035 ua, pudiendo alejarse hasta 3,442 ua y acercarse hasta 2,629 ua. Su excentricidad es 0,134 y la inclinación orbital 2,620 grados. Emplea 1931,51 días en completar una órbita alrededor del Sol.
Los próximos acercamientos a la órbita de Júpiter ocurrirán el 31 de diciembre de 2042, el 11 de diciembre de 2090 y el 21 de noviembre de 2138.

## Características físicas
La magnitud absoluta de 2007 SZ8 es 15,98.